# 塞克萨德区
塞克萨德区（匈牙利語：Szekszárdi járás），是匈牙利托尔瑙州的一个区，总面积656.18平方公里，总人口60,122人（2011年），人口密度92人/平方公里。中心城市为塞克萨德。

## 市镇
塞克萨德区包含一个州级市、一个城镇、一个大村和14个村庄。